# 福爾巴赫河
51°50′0.45″N 8°34′3.45″E / 51.8334583°N 8.5676250°E

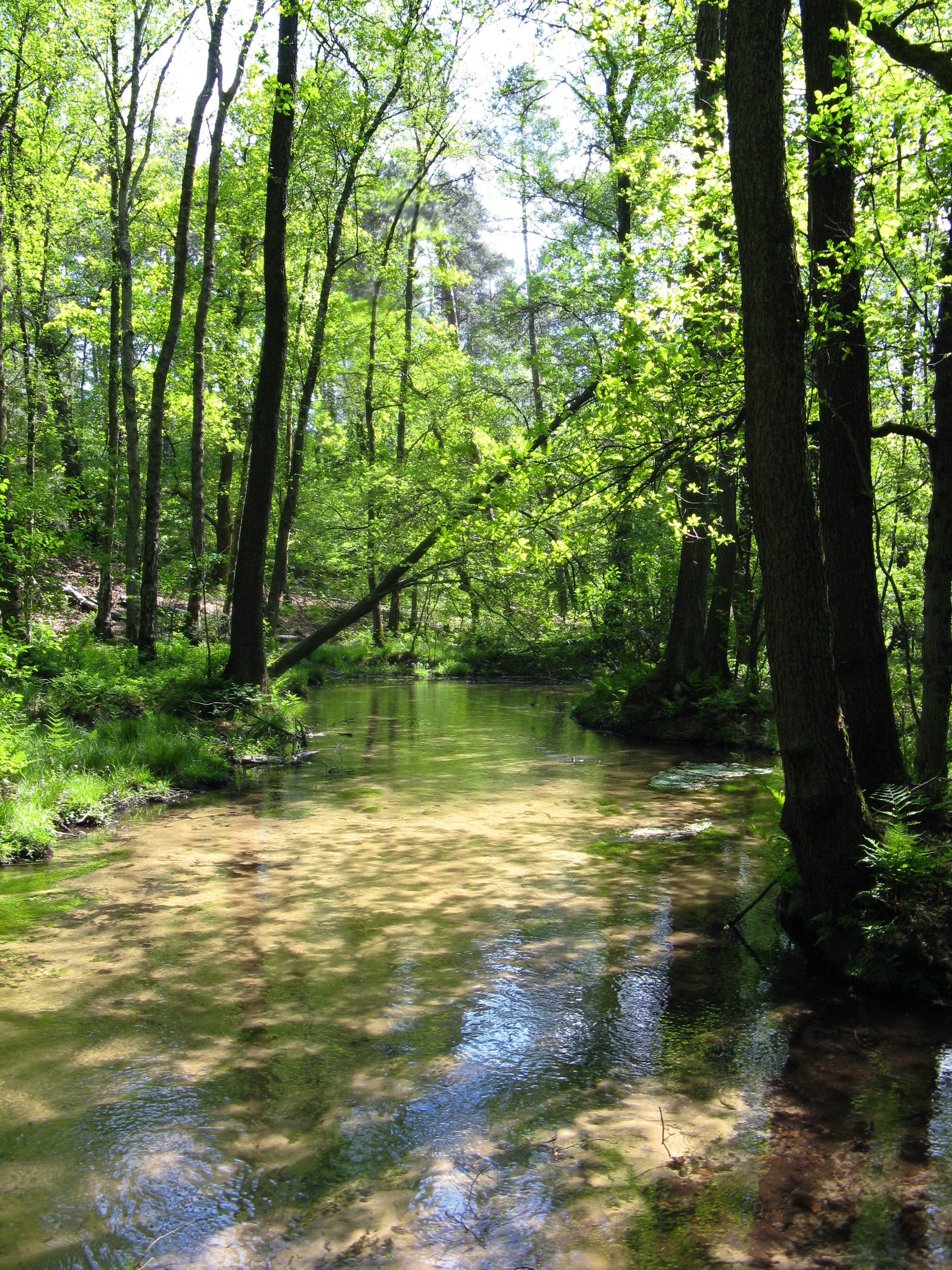
福爾巴赫河

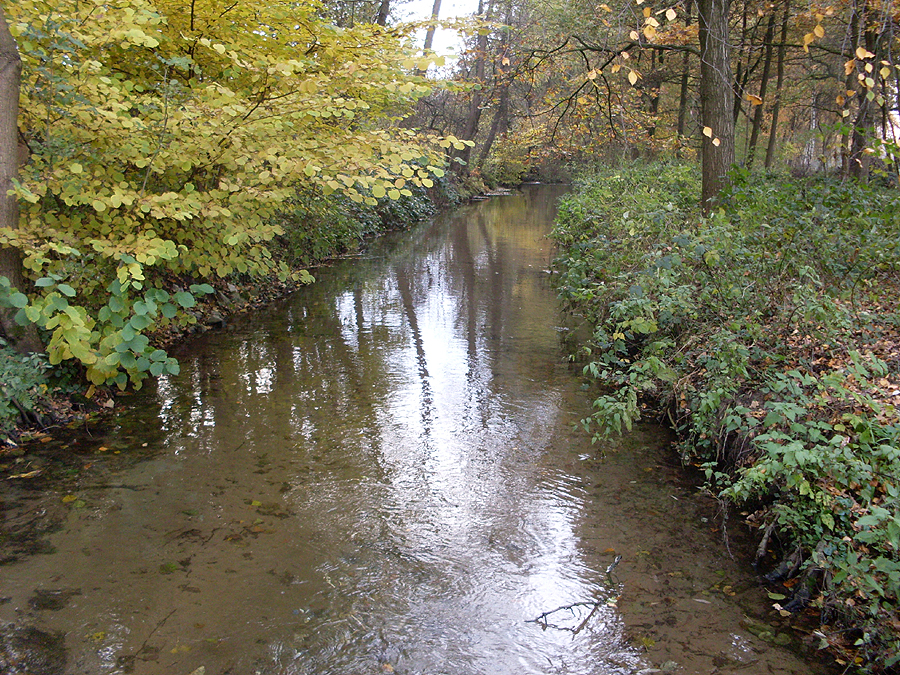
福爾巴赫河

福爾巴赫河（德語：Furlbach），是德國的河流，位於該國西部，處於北萊茵-威斯特法倫州，屬於埃姆斯河的右支流，河道全長14.6公里，流域面積48.6平方公里。